# NGC 3318A
NGC 3318A is een balkspiraalstelsel in het sterrenbeeld Zeilen. Het hemelobject ligt in de buurt van NGC 3318 en NGC 3318B.

## Synoniemen
- ESO 317-50